# Сиріл Раффаеллі
Сиріл Раффаеллі, фр. Cyril Raffaelli (*1 квітня 1974, Париж) — французький кіноактор.

## Біографія
Народився 1 квітня 1974 року. У шість років, під впливом двох братів, Сиріл усвідомив, що знання і бездоганне володіння бойовими мистецтвами дозволить багато чого досягти в житті. Так, заняття юний Сиріл почав з освоєння нунчак і практики в Сетокан карате. Через деякий час юнак вже брав участь у різних спортивних чемпіонатах, де показував високий рівень підготовки.
У чотирнадцять років Сиріл почав серйозно займатися акробатикою в цирковій школі Анни Фрателліні, а через деякий час закінчив навчання і став інструктором східних єдиноборств. Весь цей час таємної мрією юного Сиріла були зйомки в кіно. У 1991 році випадкова зустріч змушує Раффаеллі піднятися на сцену. Так, Сирілу довелося брати уроки акторської майстерності, щоб грати, співати і танцювати в мюзиклі «Les précieuses». Режисер тоді зазначив фізичну майстерність на сцені, хореографію, трюки і акробатику Сиріла. Для того, щоб набратися більше досвіду, Сиріл погодився знятися в рекламних роликах «Canon», «Крікс» і «Citroen». Продовжив наполегливо тренуватися для постійного поліпшення своєї майстерності, а також вирішує оволодіти новими для себе видами спорту — кунг-фу і ушу.
У 1997 році Сиріл виграв Кубок світу в боротьбі IKFF, а через рік став чемпіоном Франції по китайському боксу.
Кіно кар'єра актора починалася, в основному, зі другорядних ролей, однак знання бойових мистецтв Шотокан, Карате і Ушу допомогли йому добитися популярності і в галузі кіно — Сиріла запросили на роль у фільм знаменитого режисера Люка Бессона під назвою «Тринадцятий район», а трохи пізніше і його продовження «13-й район: Ультиматум». Варто зауважити, що тоді йому довелося попрацювати з засновником стилю «паркур» Давидом Беллем, який згодом став його найкращим другом.
Сирілу Рафаелі вдалося створити свою команду, яка займається постановкою трюків у кіно. Так, група попрацювала над такими стрічками, як: «Перевізник 2», «Перевізник 3», «Хітмен», «Неймовірний Халк», «Міцний горішок 4.0»  та інші.
Є володарем Кубка Світу IKKF по Мистецтву бою і чемпіоном Франції по китайському боксу.

## Фільмографія
- Рецепт від бідності (1997) — в титрах не вказаний
- Таксі 2 (2000) — інструктор по дзюдо
- Пригоди трупа (2001)
- Поцілунок дракона (2001)
- Астерікс і Обелікс: Місія Клеопатра (2002)
- Юні роки Казанови (2002)
- Перевізник (2002) — брав участь у бійці в автобусному парку
- Багряні ріки 2: Ангели апокаліпсису (2004)
- 13-й район (2004)
- Міцний горішок 4.0 (2007)
- Вольєр (2009)
- 13-й район: Ультиматум (2009)
- Джини (2010)
- Музична казка для дорослих (2013)